# Tournoi des Cinq Nations 1966
Navigation
Tournoi 1965 Tournoi 1967
Le Tournoi des Cinq Nations 1966, joué du 15 janvier au 26 mars 1966, est remporté par le pays de Galles.

## Classement
- Légende :

J : matches joués, V : victoires, N : matches nuls, D : défaites
PP : points pour, PC : points contre, Δ : différence de points PP-PC
Pts : points de classement (barème : 2 points pour une victoire ; 1 point en cas de match nul ; rien pour une défaite)

T : tenant du titre 1965.
| Rang | Nation             | J | V | N | D | PP | PC | Δ   | Pts |
| ---- | ------------------ | - | - | - | - | -- | -- | --- | --- |
| 1    | Pays de Galles (T) | 4 | 3 | 0 | 1 | 34 | 26 | +8  | 6   |
| 2    | France             | 4 | 2 | 1 | 1 | 35 | 18 | +17 | 5   |
| 2    | Écosse             | 4 | 2 | 1 | 1 | 23 | 17 | +6  | 5   |
| 4    | Irlande            | 4 | 1 | 1 | 2 | 24 | 34 | -10 | 3   |
| 5    | Angleterre         | 4 | 0 | 1 | 3 | 15 | 36 | -21 | 1   |

- La France a la meilleure attaque et la meilleure différence de points, tandis que l'Écosse possède la meilleure défense.

## Résultats
Tous ces dix matches sont joués le samedi sur huit dates :
| 15 janvier 1966 à Édimbourg | Écosse         | 03 - 3  | France         |
| 15 janvier 1966 à Londres   | Angleterre     | 06 - 11 | Pays de Galles |
| 29 janvier 1966 à Colombes  | France         | 11 - 6  | Irlande        |
| 5 février 1966 à Cardiff    | Pays de Galles | 08 - 3  | Écosse         |
| 12 février 1966 à Londres   | Angleterre     | 06 - 6  | Irlande        |
| 26 février 1966 à Colombes  | France         | 13 - 0  | Angleterre     |
| 26 février 1966 à Dublin    | Irlande        | 03 - 11 | Écosse         |
| 12 mars 1966 à Dublin       | Irlande        | 09 - 6  | Pays de Galles |
| 19 mars 1966 à Édimbourg    | Écosse         | 06 - 3  | Angleterre     |
| 26 mars 1966 à Cardiff      | Pays de Galles | 09 - 8  | France         |

## Les résultats de la France
Fiches techniques des rencontres de la France :

### Écosse - France
Ce n'est que le second match nul entre les deux nations, le premier s’étant produit en 1922 :
| 15 janvier 1966 Temps gris et froid ; très léger vent en faveur de la France puis de l'Écosse. | Écosse             | 3 - 3 (3-3) | France                 | Murrayfield, Édimbourg Pelouse moelleuse 60 000 spectateurs Arbitre : D Hughes |
| 15 janvier 1966 Temps gris et froid ; très léger vent en faveur de la France puis de l'Écosse. | Essai(s) : D Whyte |             | Pénalité(s) : C Lacaze | Murrayfield, Édimbourg Pelouse moelleuse 60 000 spectateurs Arbitre : D Hughes |
| 15 janvier 1966 Temps gris et froid ; très léger vent en faveur de la France puis de l'Écosse. |                    |             |                        | Murrayfield, Édimbourg Pelouse moelleuse 60 000 spectateurs Arbitre : D Hughes |

### France - Irlande
Dix-septième victoire des Bleus depuis la première en 1920 :
| 29 janvier 1966 Temps doux | France                                                                       | 11 - 6 (3-3) | Irlande                                  | Stade Yves-du-Manoir, Colombes Pelouse souple 30 947 spectateurs Arbitre : P Brook |
| 29 janvier 1966 Temps doux | Essai(s) : 2 Darrouy Transformation(s) : 1/2 C Lacaze Pénalité(s) : C Lacaze |              | Pénalité(s) : C Gibson Drop(s) : Kiernan | Stade Yves-du-Manoir, Colombes Pelouse souple 30 947 spectateurs Arbitre : P Brook |
| 29 janvier 1966 Temps doux |                                                                              |              |                                          | Stade Yves-du-Manoir, Colombes Pelouse souple 30 947 spectateurs Arbitre : P Brook |

### France - Angleterre
Il s'agit de la dixième victoire de la France face à l'Angleterre depuis 1927 :
| 26 février 1966 Temps assez beau ; vent violent pour l'Angleterre puis la France. | France                                                                         | 13 - 0 (5-0) | Angleterre | Stade Yves-du-Manoir, Colombes 37 660 spectateurs Arbitre : G Walters |
| 26 février 1966 Temps assez beau ; vent violent pour l'Angleterre puis la France. | Essai(s) : 3 Gachassin, A Gruarin, A Boniface Transformation(s) : 2/3 C Lacaze |              |            | Stade Yves-du-Manoir, Colombes 37 660 spectateurs Arbitre : G Walters |
| 26 février 1966 Temps assez beau ; vent violent pour l'Angleterre puis la France. |                                                                                |              |            | Stade Yves-du-Manoir, Colombes 37 660 spectateurs Arbitre : G Walters |

### Pays de Galles - France
Les Français ne rééditent pas leur victoire de l'an passé à Colombes (et passent à côté de leur premier Grand Chelem) :
| 26 mars 1966 Temps ensoleillé ; vent en faveur des Gallois puis des Français. | Pays de Galles                                  | 9 - 8 (6-8) | France                                                       | Arms Park, Cardiff Terrain légèrement gras. 60 000 spectateurs Arbitre : G Walters |
| 26 mars 1966 Temps ensoleillé ; vent en faveur des Gallois puis des Français. | Essai(s) : S Watkins Pénalité(s) : 2 K Bradshaw |             | Essai(s) : 2 Duprat, Rupert Transformation(s) : 1/2 C Lacaze | Arms Park, Cardiff Terrain légèrement gras. 60 000 spectateurs Arbitre : G Walters |
| 26 mars 1966 Temps ensoleillé ; vent en faveur des Gallois puis des Français. |                                                 |             |                                                              | Arms Park, Cardiff Terrain légèrement gras. 60 000 spectateurs Arbitre : G Walters |

## Composition de l'équipe victorieuse
Voir la page : l'Équipe du pays de Galles de rugby à XV au Tournoi des Cinq Nations 1966.